# Aryens
 (février 2012).
Pour l’article ayant un titre homophone, voir Arrien.
Ne doit pas être confondu avec Arien, Ariens ou Race aryenne.
Aryens ou Arya est un terme (signifiant « noble » en sanskrit) qui a été utilisé par les Indo-Iraniens pour se désigner eux-mêmes (endonyme). Durant la période védique (environ 1500 à 500 avant notre ère), Arya désigne à la fois la classe noble et la région géographique d’Āryāvarta où la culture indo-aryenne s’est développée. Les peuples iraniens, qui lui sont étroitement liés, ont également utilisé le terme comme désignation pour eux-mêmes dans l’Avesta, et le mot forme la source étymologique du nom Iran.
S’appuyant sur des références du Rig-Véda mal interprétées, des savants occidentaux des XIXe et XXe siècles ont pensé que le terme « Aryen » était l’endonyme de tous les peuples indo-européens, mais il apparaît aujourd’hui que cela est inexact. À la suite de cette erreur, le terme « Aryen » a été utilisé par Arthur de Gobineau pour désigner le type morphologique humain que l’état-civil définit comme « caucasien » aux États-Unis, dans une idéologie de la race à laquelle se mêle la notion de « supériorité du blanc nordique » qui aurait migré à travers le monde et fondé toutes les civilisations majeures, avant d’être « dégradé » par le mélange avec les populations locales. Par l’intermédiaire des essais de Houston Stewart Chamberlain, les idées de Gobineau ont ensuite influencé l’idéologie nazie présentant les « peuples aryens » comme supérieurs aux autres. Les atrocités commises au nom de cette idéologie raciale ont amené les universitaires à éviter le terme « Aryens », qui est remplacé dans la plupart des cas par « Indo-Iraniens » et ne reste employé que dans le contexte des langues indo-aryennes.

## Utilisation non scientifique
L’utilisation fréquemment non scientifique de ce terme fait l’objet de nombreuses mises en garde émises dans les milieux spécialisés. Dans tous les cas, l’utilisation du mot « Aryens » pour désigner l’ensemble des Indo-Européens est considérée comme abus par certains spécialistes du sujet[réf. souhaitée]. Quant au mot « Indo-Européens », il ne désigne pas un peuple en particulier, et encore moins une « race », comme c’est souvent le cas depuis plus d’un siècle, en particulier en Europe et en Inde, dans les controverses non scientifiques, les polémiques et les thèses pseudo-historiques, protochronistes, nationalistes et racistes : scientifiquement il désigne les locuteurs des langues indo-européennes qui ont été adoptées, en même temps que la métallurgie, en Europe depuis la steppe pontique jusqu’à l’océan Atlantique[réf. nécessaire] et en Asie dans les territoires allant de l’actuel Kurdistan jusqu’aux actuels Tadjikistan et Assam, en passant par l’Iran et par l’Inde (langues indo-iraniennes)[réf. nécessaire]

## Débats linguistiques et archéologiques

### Origine du motarya
Les textes conservés, le Rig-Véda, le plus ancien texte sanskrit, l’Avesta et des inscriptions vieux-perses émanent de lettrés qui se qualifient eux-mêmes respectivement d’arya (sanskrit) et d’airiya (avestique). Sont appelées indo-aryennes les langues de l’Inde qui remontent aux parlers des « Aryas » (parlées dans les territoires de la République indienne, du Pakistan, du Bangladesh, du Népal et d’une majeure partie de l’Afghanistan d’aujourd’hui). Par ailleurs, les langues iraniennes sont irano-aryennes, remontant aux parlers airiia : elles sont parlées dans les territoires de l’Iran, du Tadjikistan, de l’Afghanistan actuels, et du Kurdistan mais des langues irano-aryennes disparues comme l’alain, le scythe, le sakien, le tokharien, le parthe ou le kouchan ont eu une diffusion beaucoup plus large, allant de l’Europe orientale à l’Asie centrale.
Francisé en « aryen », le terme sanskrit védique arya est souvent confondu avec le terme avestique airiya qui signifie « excellent, honorable, noble » en iranien ancien. Ainsi se désignent les populations de langue indo-européenne qui, vers la fin du IIIe millénaire avant notre ère, se seraient établies sur le plateau iranien. La langue et la phraséologie de l’Avesta et du Rig-Véda sont si proches que ces deux textes s’expliquent souvent l’un par l’autre. On peut donc considérer l’existence du groupe (de langues) indo-iranien comme assuré.
Cependant il est difficilement soutenable de faire coïncider ces avancées de la philologie avec des recherches archéologiques, sur des objets et des populations dont on ignore, faute de traces écrites, le nom.

### Origines des Aryens
Les Aryens (en sanskrit Aryas, en avestique Airiya) ou « Nobles »,) forment une entité homogène, détachée de la grande mouvance indo-européenne. Cette entité prend place dès le IIIe millénaire avant notre ère entre les mers Caspienne et d’Aral. Les spécialistes la relient parfois à la culture Yamna qui s’est développée dans l’actuelle Ukraine, le sud de l’actuelle Russie et le bassin de la Volga. Vers le IIe millénaire, cette influence culturelle et linguistique va gagner très lentement le Sud, vers l’Iran, l’Inde, mais aussi vers le Proche et le Moyen-Orient. Cette influence que l’on dénomme souvent « indo-iranienne » (appellation logique puisqu’elle se diffusera en Iran et en Inde du Nord) gagne l’ensemble du plateau iranien et, vers l’est, se fait « aspirer » par l’Inde, la pénétrant par le Penjab, au nord-ouest du sous-continent. Intégrant des substrats différents et évoluant différemment, elle se divise progressivement en deux ensembles culturels et linguistiques « iranien » (ou avestique) à l’ouest et « nord-indien » (ou sanskrit) à l’est. Les linguistes supposent que cette dissociation entre Iraniens et Indiens a pu se produire assez tôt, vers 2000 avant notre ère.

## Groupe linguistique

### Indo-Aryen
Les Indo-Aryens se sont installés en Bactriane, au sud-est de l'actuel Ouzbékistan et au nord de l'Afghanistan. Ils ont laissé leur empreinte sur une civilisation de l'âge du bronze, datée de 2200 à 1700 avant notre ère. On l'appelle la civilisation bactro-margienne ou la civilisation de l'Oxus. À partir de la Bactriane, ils ont migré vers l'Inde du Nord, et ont communiqué aux autochtones leur langue et leur culture. À ce stade, leur langue est appelée le védique, parce qu'elle est celle des plus anciens textes indiens, les Vedas. Une forme évoluée du védique est le sanskrit. Les langues indo-européennes parlées en Inde en dérivent toutes. Il subsiste dans ce pays des langues non indo-européennes, comme les langues dravidiennes et les langues munda.
D'autres Indo-Aryens ont migré vers le Moyen-Orient, toujours à partir de la Bactriane. Ils sont intervenus dans la formation du royaume du Mitanni en haute Mésopotamie, vers 1500 avant notre ère. Les documents archéologiques ont livré une grande quantité de noms propres védiques, en particulier de noms de dieux. La plupart de ces dieux, comme Varuna ou Indra, sont inconnus de la religion iranienne. Ainsi, la période védique a commencé avant 1500 avant notre ère, en dehors de l'Inde. Le terme Aryen est la francisation de l'autoethnonyme des Indo-Aryens, qui est Ārya. Il signifie « noble ». Xavier Delamarre, dans son Vocabulaire indo-européen (1984), propose de faire remonter Ārya à l'indo-européen commun *aryos, au sens d'« Aryen » ou de « seigneur ».
Certains nationalistes Indiens rejettent l'idée que leur langue et leur culture aient pu provenir de l'étranger. Ils nient totalement la parenté du sanskrit avec les autres langues indo-européennes et rejettent tout ce que les partisans de la théorie de l'invasion aryenne avancent depuis des décennies (cf. Théorie de l'invasion aryenne). En effet, le Rig-Veda mentionne Arya-Varta (la terre des Aryens) comme Sapta Sindhu (la terre des sept rivières du Nord-Ouest de l'Asie du Sud, l'une d'entre elles étant l'Indus), cela correspond à la région pakistanaise du Penjab actuelle. D'autres auteurs, comme l'archéologue Henri-Paul Francfort, ne veulent pas entendre parler d'invasion, mais seulement de migration progressive. La manière par laquelle les Proto-Indo-Européens sont arrivés en Inde n'est, à vrai dire, qu'une question subsidiaire.

### Iranien
Certains archéologues leur attribuent une culture dite des « tombes à charpente » (srubnaya en russe), datée de 1900 à 1500 avant notre ère et située sur la Volga. Grâce aux sources assyriennes, il est prouvé que les Perses sont présents sur le plateau iranien dès le IXe siècle av. J.-C. Avec eux, se trouvaient les Mèdes également de langue iranienne. Leur lien avec la culture des tombes à charpente n'est cependant pas clair. Le plus ancien texte sacré des Iraniens, l'Avesta, a probablement été composé en Bactriane ou en Sogdiane, en tout cas dans l'actuel Turkestan occidental. Sa langue, appelée l'avestique, est différente du vieux perse, mais elle est très proche du védique.
L'Iran est autrefois appelé Ērān shahr, expression prononcée Aryānam xshathra dans l'Antiquité et signifiant « royaume des Arya ». Les peuples de langue iranienne n'ont pas vécu qu'en Iran. Jusqu'à la fin du Ier millénaire, il y a aussi les Bactriens et les Sogdiens, en Ouzbékistan, dont les langues sont connues grâce aux documents qu'ils ont laissés. Au sud de la mer d'Aral, se trouvaient les Chorasmiens. Le nom de leur région, la Chorasmie ou Khwarezm, s'explique par le vieil iranien *Xwāra-zmi « pays du soleil ». Ces trois peuples sont mentionnés au Ve siècle av. J.-C. par Hérodote. Il parle aussi des Aryens, vivant dans la région de Hérat, en Afghanistan.
Une culture, dite de Tazabagyab, est apparue vers 1500 avant notre ère, d'où les Iraniens du Turkestan occidental ont pu provenir. Elle est située au sud de la mer d'Aral, sur le territoire des futurs Chorasmiens. Elle rassemble des éléments de la culture des tombes à charpente et d'une culture du Kazakhstan, celle d'Andronovo. Les morts étaient enterrés de manière très particulière : ils étaient en position fœtale, les hommes sur le côté droit et les femmes sur le côté gauche. Une telle pratique funéraire est aussi observée en Bactriane, le long des rivières Kafirnigan (au cimetière de Toulkhar) et Vakhsh. À Toulkhar, dont les tombes sont datées de 1700 à 1500 avant notre ère, les hommes et les femmes étaient de plus enterrés avec un petit autel respectivement carré et rond. C'est le reflet d'une conception typiquement indo-européenne, qui associe les hommes au ciel carré et masculin et les femmes à la terre féminine et ronde. De plus, le côté gauche, caractérisant les femmes, est défavorable, tandis que le côté droit, caractérisant les hommes, est favorable[réf. nécessaire].
La culture d'Andronovo, née au Kazakhstan occidental, a recouvert tout ce pays, ainsi que la Sibérie méridionale, durant le IIe millénaire De nombreux spécialistes considèrent que les Iraniens nomades, tels que les Scythes, ont été ses héritiers. Le matériel trouvé à Toulkhar combine des influences de l'ancienne culture bactro-margienne et de celle d'Andronovo. Les poignards étaient notamment de type andronovien. Les hommes de Toulkhar semblent avoir été des pasteurs. Ils ont peut-être été des acteurs du remplacement par la culture iranienne de la culture indo-aryenne de Bactriane (il n'y a pas de raison de croire que les Indo-Aryens aient tous quitté cette région pour se rendre en Inde ou en Mésopotamie). On peut encore ajouter que le site le plus ancien de la culture d'Andronovo, celui de Sintashta, se trouve au sud-est de l'Oural. Il est daté de 2300 à 1900 avant notre ère. La culture des tombes à charpente se trouve un peu plus à l'ouest. Ainsi, le foyer des Iraniens était apparemment localisé à la limite de l'Europe et de l'Asie, au nord de la mer Caspienne.
Ce foyer se trouve à côté de celui de tous les Indo-Européens, selon la thèse de Marija Gimbutas. Il s'agit du Nord de la mer Noire. La première localisation connue des Indo-Aryens étant au Turkestan, il faut supposer qu'ils y ont migré à partir du Kazakhstan occidental ou de la Russie méridionale, à une date qui reste à déterminer.

## Interprétations historiques

### Alexandre Langlois
Alexandre Langlois (1872) traduit chaque occurrence du mot arya dans le Rig-Véda par « maître » ou par « père de famille ». Il considère ce mot comme fort important. Son opinion est que le peuple Arya, originaire de la contrée nommée Arie, Ariane, ou Hiran sise à l’ouest du fleuve Indus, fut mené par Manou (dont se réclament, dans leur mythologie, certains Roms dits « manouches »). Selon Langlois, des Ariya se seraient établis dans la région de l’Aryâvartta qu’ils colonisèrent et ils devinrent les « Maîtres » (d’où sa première traduction du mot Arya). Ce nom passe ensuite dans la tradition indienne pour désigner des « hommes bons », de bons « pères de famille » qui commanditent des sacrifices védiques nommés yajña pour honorer les devas (d’où sa seconde traduction, plus fréquente, du mot Arya). Il oppose aussi le peuple Arya de la plaine aux « brigands » montagnards que le Rig-Véda nomme Dasyou et qui sont, peut-être, les précédents occupants de la plaine, repoussés dans la montagne et restés insoumis.
Trois stances du Rig-Véda
« Que Agni le magnifique… couvre de sa protection Manou, qui le reçoit sur son lit de gazon » (sacré).
« L’invincible a reçu et l’hymne et l’offrande que tu lui as présentés. Ô Agni, puisse maintenant Atri triompher des Dasyous impies. Puisse Isha triompher de ses ennemis ».
« Disperse nos ennemis, augmente notre abondance. Puissions-nous vivre cent hivers, entourés de plaisirs et d'une généreuse lignée ».

### Confusion entre «Aryens» et «Indo-Européens»
Les langues indo-iraniennes (ou aryennes) sont apparentées à celles des Italiques, des Celtes, des Slaves, des Germains, ou des Grecs. Elles forment une famille qualifiée d'« indo-européenne ». Les peuples qui parlent ces langues sont appelés les Indo-Européens. On s'est très tôt demandé quelle pouvait être la langue-mère de cette famille. Des linguistes comme William Jones, à la fin du XVIIIe siècle, remarquèrent l'aspect « parfait » du sanskrit, par rapport au grec ou au latin. L'idée que le sanskrit était la langue-mère fit alors son chemin. Comme ses locuteurs s'étaient appelés les Aryens, le terme fut appliqué à l'ensemble de la famille indo-européenne. Celui d’indo-européen apparut pour la première fois dans un article de Thomas Young, dans la Quarterly Review en 1813, mais c'est celui d’aryen qui s'imposa durant tout le XIXe siècle. Ce choix est renforcé par le rapprochement du nom de l'Irlande, Eire, Eriu, au terme Ārya, formant de la sorte un autoethnonyme indo-irano-celtique. Les études modernes font plutôt remonter le nom de l'Irlande à iweria. Ce terme proviendrait à son tour de piweria (« gras pays »), par la chute du p- initial qui caractérise les langues celtiques. On remarque à l'époque que les hommes libres sont appelés airig en irlandais (aire au singulier), mais l'avancée ultérieure des études celtiques a fait abandonner tout rapprochement avec le terme Ārya.
Cette utilisation du terme « Aryen » a décliné durant la première moitié du XXe siècle. Les nazis reprirent cette appellation pour bâtir une entreprise idéologique et raciste à partir de deux hypothèses. La première a été avancée par le comte Joseph Arthur de Gobineau, dans son Essai sur l'inégalité des races humaines, publié en 1855. Il théorise sur l'hypothèse qu'un peuple dit « Aryen » aurait constitué une race présumée biologiquement pure ayant vécu en Asie, axiome biologique extrapolé à partir de la conjecture philologique du sanskrit comme langue-mère. La deuxième hypothèse, formulée par Ludwig Geiger en 1871 et par Karl Penka entre 1883 et 1891, situait l'origine de ce peuple en Allemagne.

### Appropriation nazie du terme «Aryen»
Dans la lignée des essais de Houston Stewart Chamberlain, les propagandistes nazis empruntèrent le terme d'Aryen et lui donnèrent une couleur biologique dans le but d'en faire un concept idéologique. Ils associèrent ce terme à une « race germanique » qu'ils considéraient comme supérieure aux autres.
Idéologue totalitaire et raciste, Adolf Hitler voyait en cette « race aryenne » la source des progrès de l'humanité. Afin de maintenir une prétendue pureté biologique, il décréta que le peuple allemand devait se prémunir contre tout mélange génétique. Les lois de Nuremberg associaient les populations dites « indo-aryennes » de l'Inde, l'Iran et l'Afghanistan à la « race » dite allemande. Au nom notamment de cette idéologie, sous prétexte de théories pseudo-scientifiques, les nazis avaient mis en place un processus d'extermination de tous ceux qui pouvaient menacer leur hypothétique « race allemande » (cf. : Shoah) : Juifs, Tsiganes, homosexuels, handicapés, malades psychiatriques, malades héréditaires, etc.
Selon le linguiste Viktor Klemperer, dans son ouvrage Lingua Tertii Imperii, l'appropriation du terme d'« Aryen » par un groupe politique sur une base prétendument biologique est une des caractéristiques de la manière dont les nazis ont déformé la langue allemande en mélangeant les catégories de pensée historique, biologique et idéologique. Le terme Aryen dépasse aujourd'hui la réalité scientifique historique et démographique, il est couramment utilisé comme marqueur pour les groupes extrémistes racistes.

### Après guerre
L'historien Léon Poliakov lance une enquête historiographique du mythe aryen. Léon Poliakov, qui confronte avec objectivité[non neutre] son œuvre à l'histoire de l'antisémitisme aborde dans son Mythe aryen publié en 1994 le problème de la formation et de l'évolution du mythe aryen (des Lumières à la Seconde guerre mondiale) une des sources les plus importantes et insidieuses du racisme[source secondaire nécessaire].

### Articles
- Léon Poliakov « Des mythes des origines au mythe aryen » Annales E. S. C  Année 1970  25-2  pp. 408-433 sur le portail Persée